# Margot Boer
Margot Madeleine Boer (Woubrugge, 7 de agosto de 1985) es una deportista neerlandesa que compitió en patinaje de velocidad sobre hielo. 
Participó en dos Juegos Olímpicos de Invierno, obteniendo dos medallas de bronce en Sochi 2014, en las pruebas de 500 m y 1000 m, y el cuarto lugar en Vancouver 2010 (500 m y 1500 m).
Ganó dos medallas de bronce en el Campeonato Mundial de Patinaje de Velocidad sobre Hielo en Distancia Individual, en los años 2009 y 2012, y una medalla de bronce en el Campeonato Mundial de Patinaje de Velocidad sobre Hielo en Distancia Corta de 2011.

## Palmarés internacional
| Juegos Olímpicos                           | Juegos Olímpicos          | Juegos Olímpicos  | Juegos Olímpicos      |
| Año                                        | Lugar                     | Medalla           | Prueba                |
| ------------------------------------------ | ------------------------- | ----------------- | --------------------- |
| 2014                                       | Sochi (Rusia)             | Medalla de bronce | 500 m                 |
| 2014                                       | Sochi (Rusia)             | Medalla de bronce | 1000 m                |
| Campeonato Mundial en Distancia Individual |                           |                   |                       |
| Año                                        | Lugar                     | Medalla           | Prueba                |
| 2009                                       | Richmond (Canadá)         | Medalla de bronce | 1000 m                |
| 2012                                       | Heerenveen (Países Bajos) | Medalla de bronce | 1000 m                |
| Campeonato Mundial en Distancia Corta      |                           |                   |                       |
| Año                                        | Lugar                     | Medalla           | Prueba                |
| 2011                                       | Heerenveen (Países Bajos) | Medalla de bronce | Clasificación general |